# Atalanta Bergamasca Calcio 1955-1956
Questa pagina raccoglie i dati riguardanti l'Atalanta Bergamasca Calcio nelle competizioni ufficiali della stagione 1955-1956.

## Stagione
La squadra ottiene una salvezza sofferta nella Serie A 1955-1956, anche a causa del grave infortunio occorso a Rasmussen. I gol arrivano da Bassetto, in una stagione caratterizzata dalla prima partita trasmessa in diretta televisiva (Atalanta-Triestina del 15 ottobre 1955) e dalla vittoria a San Siro contro l'Inter (1-2), dopo che tre giorni prima la partita era stata sospesa per nebbia sullo 0-3 per i bergamaschi.
La Coppa Italia non venne disputata.

## Rosa
| N. |                      | Ruolo | Calciatore          |
| -- | -------------------- | ----- | ------------------- |
|    | Italia (bandiera)    | P     | Giovanni Di Davide  |
|    | Italia (bandiera)    | P     | Ezio Galbiati       |
|    | Italia (bandiera)    | P     | Giancarlo Sartin    |
|    | Italia (bandiera)    | D     | Giovanni Cattozzo   |
|    | Italia (bandiera)    | D     | Giulio Corsini      |
|    | Uruguay (bandiera)   | D     | José García         |
|    | Italia (bandiera)    | D     | Livio Roncoli       |
|    | Italia (bandiera)    | C     | Stefano Angeleri    |
|    | Italia (bandiera)    | C     | Carlo Annovazzi     |
|    | Danimarca (bandiera) | C     | Poul Aage Rasmussen |
|    | Italia (bandiera)    | C     | Franco Vittoni      |

| N. |                      | Ruolo | Calciatore        |
| -- | -------------------- | ----- | ----------------- |
|    | Italia (bandiera)    | C     | Luigi Zannier     |
|    | Italia (bandiera)    | A     | Adriano Bassetto  |
|    | Italia (bandiera)    | A     | Luigi Brugola     |
|    | Italia (bandiera)    | A     | Giancarlo Cadè    |
|    | Italia (bandiera)    | A     | Arturo Gentili    |
|    | Italia (bandiera)    | A     | Ennio Lenuzza     |
|    | Italia (bandiera)    | A     | Angelo Longoni    |
|    | Italia (bandiera)    | A     | Orlando Rozzoni   |
|    | Argentina (bandiera) | A     | Mario Sabbatella  |
|    | Italia (bandiera)    | A     | Giovanni Zavaglio |

## Risultati

### Serie A

#### Girone di andata
| Arbitro: | Liverani (Torino) |

|                                                |           |                                        |
| Zagatti 5’ (aut.) Brugola 25’, 52’ Longoni 50’ | Marcatori | 18’ Schiaffino 43’ Mariani 75’ Nordahl |

| Arbitro: | Lo Bello (Siracusa) |

|                              |           |                           |
| Selmosson 25’ Muccinelli 45’ | Marcatori | 66’ Brugola 80’ Rasmussen |

| Arbitro: | Maurelli (Roma) |

|             |           |                          |
| Rozzoni 73’ | Marcatori | 38’ Buhtz 56’ Antoniotti |

| Arbitro: | Lo Bello (Siracusa) |

|                               |           |              |
| Frizzi 37’ (rig.) Firotto 78’ | Marcatori | 30’ Bassetto |

| Arbitro: | Bonetto (Torino) |

|                           |           |  |
| Annovazzi 29’ Longoni 34’ | Marcatori |  |

| Arbitro: | Maurelli (Roma) |

|                                          |           |              |
| Julinho 9’, 25’ Montuori 13’ Virgili 30’ | Marcatori | 65’ Bassetto |

| Arbitro: | Pieri (Trieste) |

|             |           |                 |
| Brugola 43’ | Marcatori | 2’, 67’ Vinicio |

| Arbitro: | Rigato (Mestre) |

|                  |           |              |
| Montico 12’, 32’ | Marcatori | 39’ Bassetto |

| Arbitro: | Rigato (Mestre) |

|                                           |           |                               |
| Bassetto 27’, 59’ Brugola 28’ Longoni 57’ | Marcatori | 11’, 86’ Macor 77’ Di Giacomo |

| Arbitro: | Orlandini (Roma) |

|             |           |  |
| Longoni 68’ | Marcatori |  |

| Arbitro: | Piemonte (Monfalcone) |

|              |           |                    |
| Skoglund 50’ | Marcatori | 29’, 77’ Rasmussen |

| Arbitro: | Rigato (Mestre) |

|                                             |           |            |
| Rasmussen 4’ Annovazzi 17’, 69’ Longoni 26’ | Marcatori | 71’ Ronzon |

| Arbitro: | Corallo (Lecce) |

|                                          |           |                   |
| Galli 32’ Ghiggia 37’ Corsini 66’ (aut.) | Marcatori | 64’, 77’ Bassetto |

| Arbitro: | Moriconi (Roma) |

|                               |           |  |
| Brugola 29’, 50’ Bassetto 73’ | Marcatori |  |

| Arbitro: | Marchese (Napoli) |

|                  |           |             |
| Marzani 39’, 61’ | Marcatori | 34’ Rozzoni |

| Arbitro: | Orlandini (Roma) |

|                                                   |           |              |
| Bonistalli 32’, 37’, 89’ Moro 42’ (rig.) Mori 86’ | Marcatori | 70’ Bassetto |

| Arbitro: | Marangio (Roma) |

|                                   |           |                   |
| García 30’ Bassetto 45’, 72’, 87’ | Marcatori | 64’ Franco Danova |

#### Girone di ritorno
| Arbitro: | Bonetto (Torino) |

|                                               |           |             |
| Schiaffino 48’, 89’ Dal Monte 51’ Nordahl 74’ | Marcatori | 87’ Rozzoni |

| Arbitro: | Rigato (Mestre) |

|                     |           |             |
| Bassetto 14’ (rig.) | Marcatori | 18’ Bettini |

| Arbitro: | Corallo (Lecce) |

|            |           |                                         |
| Pellis 15’ | Marcatori | Sabbatella 8’ 49’ Rozzoni 53’ Annovazzi |

| Arbitro: | Menchini (Udine) |

|                                   |           |                       |
| Bassetto 36’ (rig.) Annovazzi 46’ | Marcatori | 60’ Corso 67’ Pestrin |

| Trieste 11 marzo 1956 22ª giornata | Triestina       | 0 – 0 | Atalanta | Stadio Giuseppe Grezar\| Arbitro: \| Moriconi (Roma) \| |
| Arbitro:                           | Moriconi (Roma) |       |          |                                                         |

| Bergamo 18 marzo 1956 23ª giornata | Atalanta        | 0 – 0 | Fiorentina | Stadio Comunale\| Arbitro: \| Corallo (Lecce) \| |
| Arbitro:                           | Corallo (Lecce) |       |            |                                                  |

| Arbitro: | Canepa (Genova) |

|  |           |                                                        |
|  | Marcatori | 38’ (aut.) Comaschi 79’ (aut.) Ciccarelli 80’ Bassetto |

| Arbitro: | Marchese (Napoli) |

|                |           |               |
| Sabbatella 28’ | Marcatori | 17’ Bartolini |

| Ferrara 8 aprile 1956 26ª giornata | SPAL             | 0 – 0 | Atalanta | Stadio Comunale\| Arbitro: \| Menchini (Udine) \| |
| Arbitro:                           | Menchini (Udine) |       |          |                                                   |

| Arbitro: | Steiner |

|              |           |  |
| Pascutti 75’ | Marcatori |  |

| Arbitro: | Prjbil |

|                     |           |                |
| Bassetto 80’ (rig.) | Marcatori | 24’ Invernizzi |

| Arbitro: | Bonetto (Torino) |

|                                    |           |  |
| Tortul 6’ (rig.) 36’, 47’ Rosa 26’ | Marcatori |  |

| Arbitro: | Piemonte (Monfalcone) |

|              |           |                  |
| Bassetto 46’ | Marcatori | 63’ (rig.) Nyers |

| Arbitro: | Jonni (Macerata) |

|             |           |  |
| Manente 88’ | Marcatori |  |

| Arbitro: | Lo Bello (Siracusa) |

|                         |           |            |
| Bassetto 8’ Brugola 38’ | Marcatori | 18’ Bronée |

| Arbitro: | Famulari (Messina) |

|  |           |                     |
|  | Marcatori | 29’, 80’ Bonistalli |

| Arbitro: | Boati (Milano) |

|                      |           |  |
| La Rosa 6’ Toros 73’ | Marcatori |  |

## Statistiche

### Statistiche di squadra
| Competizione | Punti | In casa | In casa | In casa | In casa | In casa | In casa | In trasferta | In trasferta | In trasferta | In trasferta | In trasferta | In trasferta | Totale | Totale | Totale | Totale | Totale | Totale | DR |
| Competizione | Punti | G       | V       | N       | P       | Gf      | Gs      | G            | V            | N            | P            | Gf           | Gs           | G      | V      | N      | P      | Gf     | Gs     | DR |
| ------------ | ----- | ------- | ------- | ------- | ------- | ------- | ------- | ------------ | ------------ | ------------ | ------------ | ------------ | ------------ | ------ | ------ | ------ | ------ | ------ | ------ | -- |
| Serie A      | 31    | 17      | 8       | 6       | 3       | 32      | 21      | 17           | 3            | 3            | 11           | 18           | 34           | 34     | 11     | 9      | 14     | 50     | 55     | -5 |

### Statistiche dei giocatori
Nel computo dei gol si considerino 3 autoreti a favore.
| Giocatore      | Serie A  | Serie A |
| Giocatore      | Presenze | Reti    |
| -------------- | -------- | ------- |
| G. Di Davide   | 1        | -2      |
| E. Galbiati    | 30       | -47     |
| G. Sartin      | 3        | -6      |
| G. Cattozzo    | 22       | 0       |
| G. Corsini     | 28       | 0       |
| J. García      | 13       | 1       |
| L. Roncoli     | 15       | 0       |
| S. Angeleri    | 33       | 0       |
| C. Annovazzi   | 34       | 5       |
| P.A. Rasmussen | 12       | 4       |
| F. Vittoni     | 24       | 0       |
| L. Zannier     | 32       | 0       |
| A. Bassetto    | 32       | 18      |
| L. Brugola     | 25       | 8       |
| G. Cadè        | 4        | 0       |
| A. Gentili     | 1        | 0       |
| E. Lenuzza     | 11       | 0       |
| A. Longoni     | 21       | 5       |
| O. Rozzoni     | 20       | 4       |
| M. Sabbatella  | 12       | 2       |
| G. Zavaglio    | 1        | 0       |